# Newmania (Zingiberaceae)
Newmania là một chi thực vật có hoa trong họ Zingiberaceae, được Lý Ngọc Sâm và Jana Leong-Škorničková mô tả khoa học đầu tiên năm 2011.

## Phân bố
Các loài trong chi này là đặc hữu Việt Nam.

## Các loài
Tại thời điểm tháng 3 năm 2021 người ta ghi nhận chi này gồm 6 loài:
- Newmania cristata Luu, H.Ð.Trần & Škorničk., 2018[3]: Có tại Ninh Thuận.
- Newmania gracilis Škorničk., Q.B.Nguyen & H.Ð.Trần, 2018[3]: Có tại Kon Tum.
- Newmania orthostachys N.S.Lý & Škorničk., 2011[1]: Có tại Quảng Ngãi, có thể có tại Thừa Thiên Huế.
- Newmania serpens N.S.Lý & Škorničk., 2011[1] - Loài điển hình. Có tại Quảng Ngãi.
- Newmania sessilanthera Luu & Škorničk., 2015[2]: Có tại Phú Yên.
- Newmania sontraensis H.Ð.Trần, Luu & Škorničk., 2018[3]: Có tại Đà Nẵng, có thể có tại Quảng Nam và Thừa Thiên Huế.